# Солониці
Солониці (рос. Солоницы) — присілок у Кіриському районі Ленінградської області Російської Федерації.
Населення становить 13 осіб. Належить до муніципального утворення Будогощенське міське поселення.

## Історія
Згідно із законом від 1 вересня 2004 року № 49-оз органом  місцевого самоврядування є Будогощенське міське поселення.

## Населення
| 1879 | 1910 | 1928 | 1965 | 1997 | 2002 | 2007 |
| ---- | ---- | ---- | ---- | ---- | ---- | ---- |
| 70   | ↗118 | ↗169 | ↘96  | ↘22  | →22  | →22  |
| 2010 | 2017 |      |      |      |      |      |
| ↘15  | ↘13  |      |      |      |      |      |